# سفارة الأرجنتين في اليونان
سفارة الأرجنتين في اليونان هي أرفع تمثيل دبلوماسي لدولة الأرجنتين لدى اليونان. تقع السفارة في أثينا وهي تهدف لتعزيز المصالح الأرجنتينية في اليونان.

## وصلات خارجية
- قائمة سفارات الأرجنتين
- قائمة السفارات في اليونان